# عالم الأقزام الألعاب

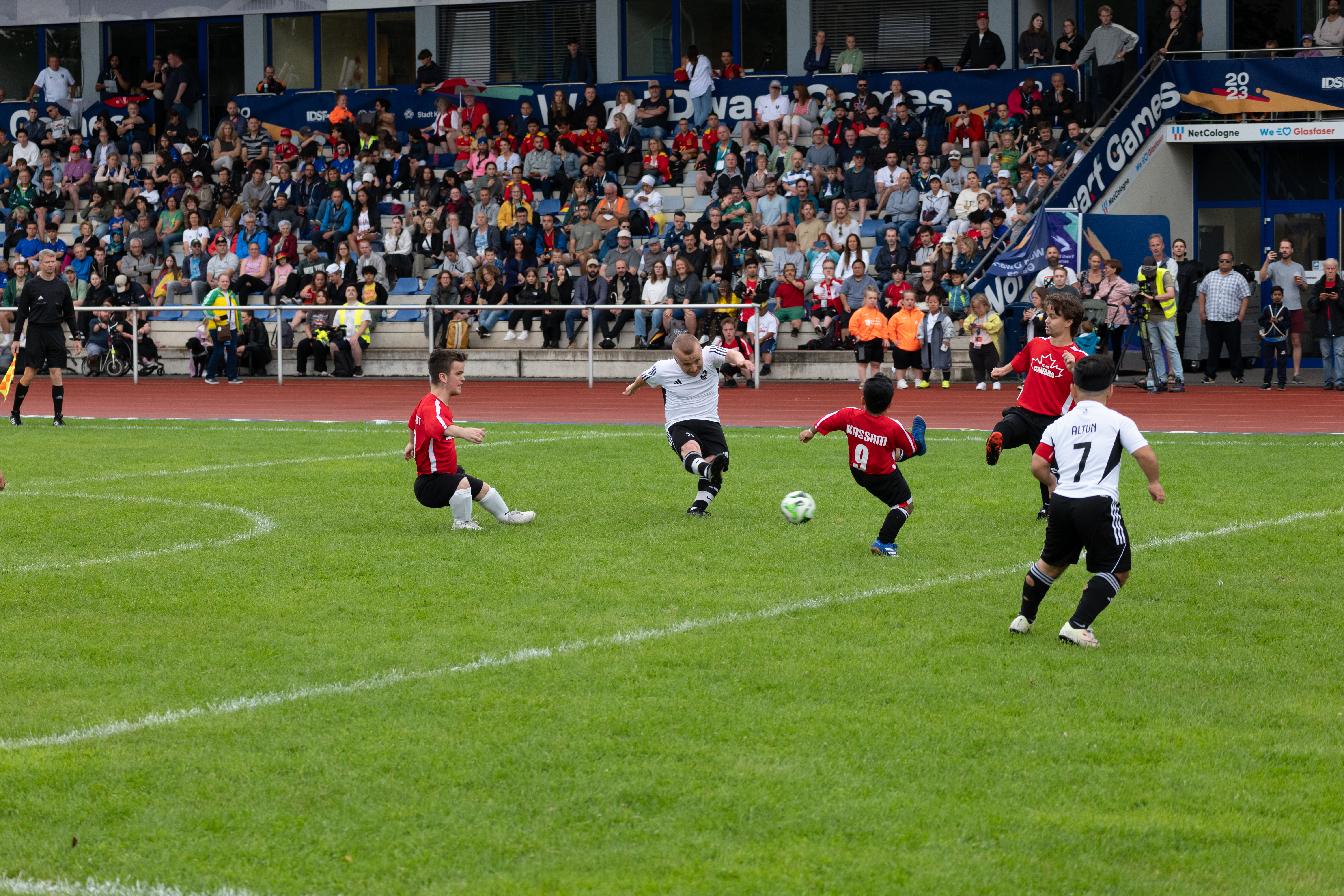
ألمانيا – كندا، استاد نتكولون، كولونيا 2023

ألعاب الأقزام العالمية (بالإنجليزية: World Dwarf Games - WDG) هي حدث متعدد الرياضات للرياضيين ذوي القامة القصيرة. تُقام ألعاب الأقزام العالمية كل أربع سنوات منذ عام 1993 وهي أكبر حدث رياضي في العالم مخصص حصريًا للرياضيين المصابين بالديسبلازيا الهيكلية. يبدأ العديد من الرياضيين البارالمبيين من ذوي اضطرابات النمو حياتهم الرياضية هنا.

## التاريخ
في عام 1986، تم تنظيم أول مسابقة دولية للأشخاص ذوي القامة القصيرة. في عام 1993، توحدت 10 منظمات وأطلقت أولى ألعاب الأقزام العالمية. تم تنظيمها في شيكاغو في الولايات المتحدة الأمريكية. ثم أسست هذه المنظمات العشر الاتحاد الدولي لرياضات الأقزام (بالإنجليزية: International Dwarf Sport Federation - IDSF)، الذي دعم منذ ذلك الحين جمعية منظمة لتنظيم ألعاب الأقزام العالمية كل أربع سنوات في بلدانها. تهدف الألعاب العالمية للأقزام إلى تحفيز الأشخاص الذين يقل طولهم عن 1.50 متر من جميع أنحاء العالم للمشاركة في الرياضات. يمكن للأفراد ذوي القامة القصيرة المشاركة في دورة الألعاب البارالمبية، ولكن فقط في فعاليات مثل ألعاب القوى والسباحة ورفع الأثقال. خلال ألعاب الأقزام العالمية، تتاح للرياضيين الفرصة للمشاركة في مجموعة أوسع من الرياضات، بما في ذلك كرة القدم، كرة السلة، هوكي الأرض، الكرة الطائرة، ألعاب القوى، السباحة، البوتشيا، الرماية، تنس الطاولة، الريشة الطائرة، ورفع الأثقال.
في الحدث الأخير في 2023 في حرم الجامعة الرياضية الألمانية وفي حديقة مونيغرسدورف الرياضية في كولونيا، شارك أكثر من 500 شخص من 25 دولة، مع حضور أكثر من 2,000 من المشجعين. كان من المقرر أن يتم تنظيم هذه النسخة في عام 2021، ولكن تم تأجيلها بسبب جائحة كوفيد-19. ومن المقرر أن يقام الحدث التالي في عام 2027 في أستراليا.
يُنسب نمو الحدث إلى زيادة وضوح الرياضات لذوي الإعاقة بعد دورة الألعاب البارالمبية 2012. تعزز هذه الألعاب الشمولية، معترفةً بالقدرات بدلاً من الإعاقات، وألهمت رياضيين مثل إيلي سيموندز، الفائزة بالميدالية الذهبية في السباحة، كلير كيفر، رافعة أثقال بارالمبية، وجهماني سوانسون، هارلم غلوبتروتر. توفر الألعاب منصة للرياضيين الطموحين البارالمبيين.

## الاتحاد الدولي لرياضات الأقزام
يشرف الاتحاد الدولي لرياضات الأقزام على تنظيم ألعاب الأقزام العالمية. هدف الاتحاد هو تتبع التطور التاريخي لمشاركة الأقزام في الرياضات، مع تسليط الضوء على التحديات الأولية مثل الاستبعاد وتدني احترام الذات. يهدف الاتحاد إلى توفير الفرص المتساوية للأشخاص ذوي القامة القصيرة في الرياضات، مما يساهم في تحسين الشمولية واحترام الذات وإحساس بالإنجاز.

## الإصدارات
| السنة | المدينة                       | المضيف                                            | عدد الدول   | عدد الرياضيين |
| ----- | ----------------------------- | ------------------------------------------------- | ----------- | ------------- |
| 1993  | شيكاغو، الولايات المتحدة      | جمعية رياضات الأقزام الأمريكية (DAAA)             | 10          | 165           |
| 1997  | بيتربرة، المملكة المتحدة      | جمعية رياضات الأقزام المملكة المتحدة (DSAUK)      | 6           | 83            |
| 2001  | تورونتو، كندا                 | شعب الأقزام في كندا (LPC)                         | 8           | 250           |
| 2005  | رامبوييه، فرنسا               | رياضات نانو فرنسا/جمعية الأشخاص من القامة القصيرة | 14          | 136           |
| 2009  | بلفاست، المملكة المتحدة       | جمعية رياضات الأقزام أيرلندا الشمالية (DAANI)     | 12          | 250           |
| 2013  | إيست لانسنغ، الولايات المتحدة | جمعية رياضات الأقزام الأمريكية (DAAA)             | 17          | 395           |
| 2017  | جيلف، كندا                    | لجنة ألعاب الأقزام الكندية                        | 17          | 450           |
| 2023  | كولونيا، ألمانيا              | اتحاد الأقزام وأسرهم في ألمانيا (BKMF)            | 25          | 530           |
| 2027  | سيتم تحديده، أستراليا         | أشخاص القامة القصيرة في أستراليا (SSPA)           | سيتم تحديده | سيتم تحديده   |

## ألعاب الأقزام العالمية 2013

### الدول المشاركة
16 دولة:
- أستراليا (33)
- البرازيل (5)
- بلغاريا (1)
- كندا (25)
- فنلندا (1)
- فرنسا (2)
- ألمانيا (4)
- بريطانيا العظمى (81)
- هنغاريا (1)
- الهند (16)
- أيرلندا (14)
- هولندا (3)
- صربيا (1)
- إسبانيا (1)
- سريلانكا (1)
- الولايات المتحدة (204)

### الرياضات
16 رياضة:
- ألعاب القوى
- السباحة
- الرماية
- رفع الأثقال
- الريشة الطائرة
- تنس الطاولة
- التنس (ترفيه)
- البوتشيا
- الرماية
- كيرلينغ (كيرلينغ)
- هوكي الأرض
- كرة القدم
- كرة السلة
- الكرة الطائرة
- كرة القدم الأمريكية (ترفيه)
- صيد الأسماك (ترفيه)

- الكيرلينغ هو شكل معدّل من لعبة الكيرلينغ الأصلية، تم تكييفها بحيث يمكن لعبها داخل الأماكن المغلقة على أي سطح أملس ومستوٍ، مثل صالات الرياضة، بدلاً من أن تُلعب على الجليد.

### جدول الميداليات
*   البلد المضيف (مضيف)
| المرتبة | فريق    | ذهبية | فضية | برونزية | المجموع |
| ------- | ------- | ----- | ---- | ------- | ------- |
| 1       | USA     | 158   | 110  | 112     | 380     |
| 2       | GBR     | 72    | 69   | 51      | 192     |
| 3       | AUS     | 44    | 19   | 14      | 77      |
| 4       | CAN     | 35    | 19   | 11      | 65      |
| 5       | IRL     | 17    | 11   | 9       | 37      |
| 6       | IND     | 10    | 8    | 5       | 23      |
| 7       | IOC     | 6     | 6    | 4       | 16      |
| 8       | GER     | 6     | 3    | 1       | 10      |
| 9       | ESP     | 4     | 1    | 1       | 6       |
| 10      | BRA     | 4     | 0    | 0       | 4       |
| 11      | NED     | 3     | 1    | 1       | 5       |
| 12      | FIN     | 2     | 2    | 0       | 4       |
| 13      | SRI     | 2     | 0    | 0       | 2       |
| 14      | FRA     | 1     | 1    | 5       | 7       |
| 15      | SRB     | 0     | 2    | 0       | 2       |
| 16      | HUN     | 0     | 0    | 2       | 2       |
| 17      | BUL     | 0     | 0    | 0       | 0       |
| المجموع | المجموع | 364   | 252  | 216     | 832     |

- MIX – فرق دولية مختلطة

## ألعاب الأقزام العالمية 2017

### جدول الميداليات[6]
*   البلد المضيف (مضيف)
| المرتبة | فريق    | ذهبية | فضية | برونزية | المجموع |
| ------- | ------- | ----- | ---- | ------- | ------- |
| 1       | USA     | 116   | 92   | 85      | 293     |
| 2       | GBR     | 80    | 56   | 65      | 201     |
| 3       | CAN     | 41    | 39   | 25      | 105     |
| 4       | AUS     | 34    | 15   | 8       | 57      |
| 5       | FRA     | 16    | 15   | 10      | 41      |
| 6       | IND     | 15    | 10   | 12      | 37      |
| 7       | ESP     | 14    | 17   | 0       | 31      |
| 8       | NED     | 14    | 2    | 6       | 22      |
| 9       | GER     | 8     | 7    | 11      | 26      |
| 10      | IRL     | 4     | 8    | 1       | 13      |
| 11      | NZL     | 3     | 0    | 0       | 3       |
| 12      | FIN     | 2     | 2    | 2       | 6       |
| 13      | RUS     | 2     | 1    | 1       | 4       |
| 14      | KAZ     | 1     | 2    | 1       | 4       |
| 15      | PER     | 1     | 1    | 0       | 2       |
| 16      | SUI     | 0     | 1    | 0       | 1       |
| 17      | HUN     | 0     | 0    | 1       | 1       |
| 17      | AUT     | 0     | 0    | 1       | 1       |
| 19      | CHI     | 0     | 0    | 0       | 0       |
| المجموع | المجموع | 351   | 268  | 229     | 848     |

## الانتماءات
يشرف الاتحاد الدولي لرياضات الأقزام – IDSF، المنظمة المسؤولة عن تنظيم ألعاب الأقزام العالمية، على العلاقات والانتماءات مع المنظمات التالية:
- جمعية رياضات الأقزام المملكة المتحدة
- جمعية رياضات الأقزام الأمريكية
- اللجنة الأولمبية الأمريكية
- شعب الأقزام في أمريكا
- شعب الأقزام في كندا
- اتحاد الأقزام وأسرهم في ألمانيا
- جمعية الأقزام الهولندية
- جمعية الأشخاص من القامة القصيرة في فرنسا
- مؤسسة بيلي بارتي

## الإعلام

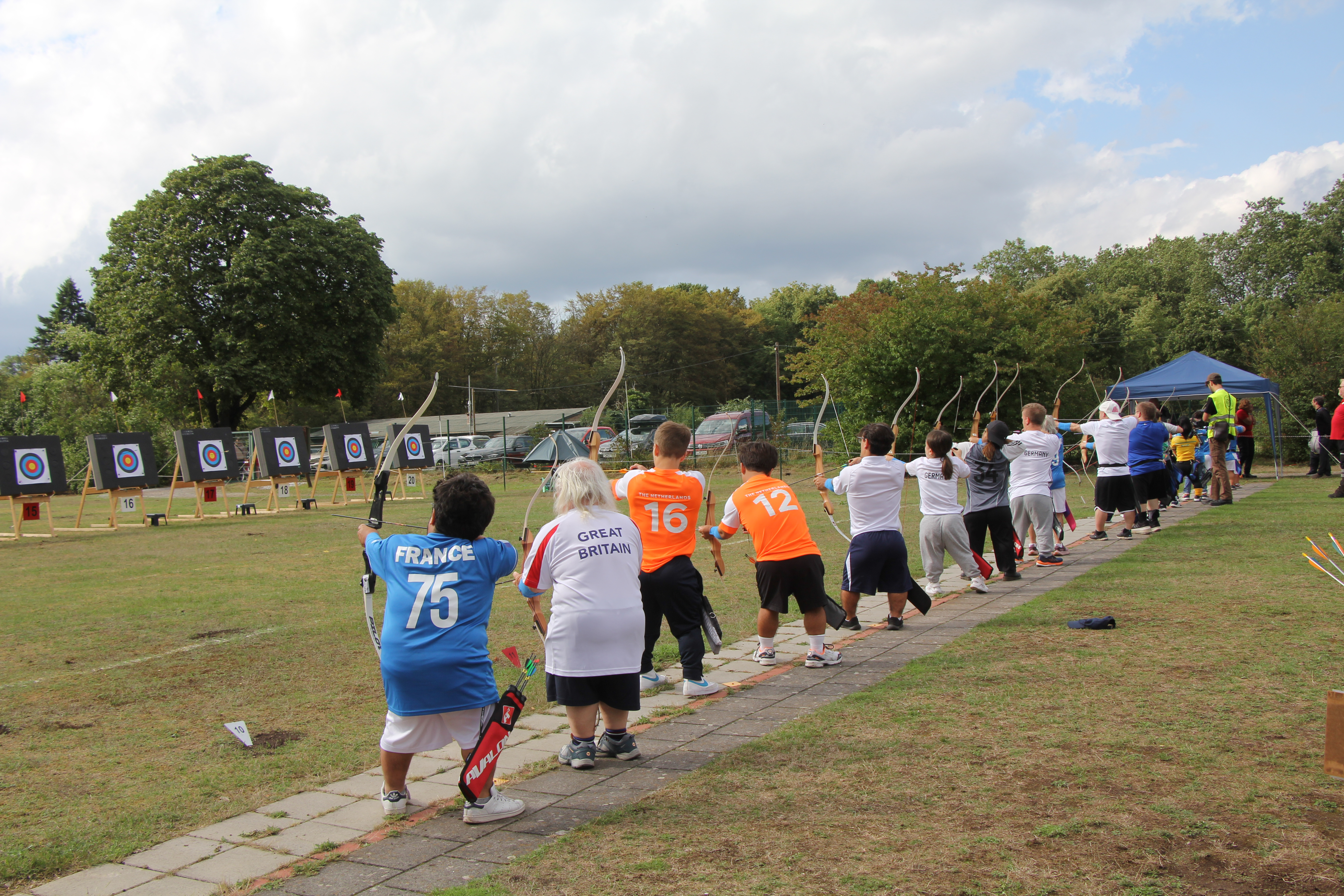
الرماية في كولونيا (2023)

لقد جذبت هذه الفعالية انتباه وسائل الإعلام الدولية، حيث قامت العديد من الفرق التلفزيونية الدولية بالتغطية وتم إنتاج عدة أفلام وثائقية لزيادة الوعي. وقد ساهمت هذه التغطية الإعلامية الواسعة في زيادة الوعي والاعتراف بألعاب الأقزام العالمية في هولندا وما بعدها، بما في ذلك:
- ناشيونال جيوغرافيك – عالم صغير مذهل (2014)[8]
- لا لوبا برودكشنز (إسبانيا) – نظرة إلى الإعلى (2014)[9]

في المملكة المتحدة، قامت بي بي سي بتغطية العديد من الإصدارات. في أستراليا، غطت شركة البث الأسترالية غالبًا ألعاب الأقزام العالمية. في كندا، قامت وسائل الإعلام مثل سي بي سي بتغطية الرياضيين المحليين. في 2023، أرسل رئيس الوزراء جاستن ترودو رسالة دعم للرياضيين المشاركين في كندا. في هولندا، كانت هناك تغطية إعلامية كبيرة تقليديًا لألعاب الأقزام العالمية (WDG). قامت قنوات الإعلام المختلفة، بما في ذلك NOS، بتغطية الحدث بشكل واسع في 2013 و2017 وكذلك في 2023. في بلجيكا، تم تغطية ألعاب الأقزام العالمية في غازيت فان أنتفيربن وهت نيوزبلاد.
تم عرض الألعاب في عدة حلقات من السلسلة التلفزيونية الأمريكية ناس صغار، عالم كبير على قناة تي إل سي. تركز السلسلة على أفراد عائلة رولوف المصابين بالقصر، وقد شملت عدة حلقات حيث شارك أفراد من العائلة في فعاليات ألعاب الأقزام العالمية.

## المعرض

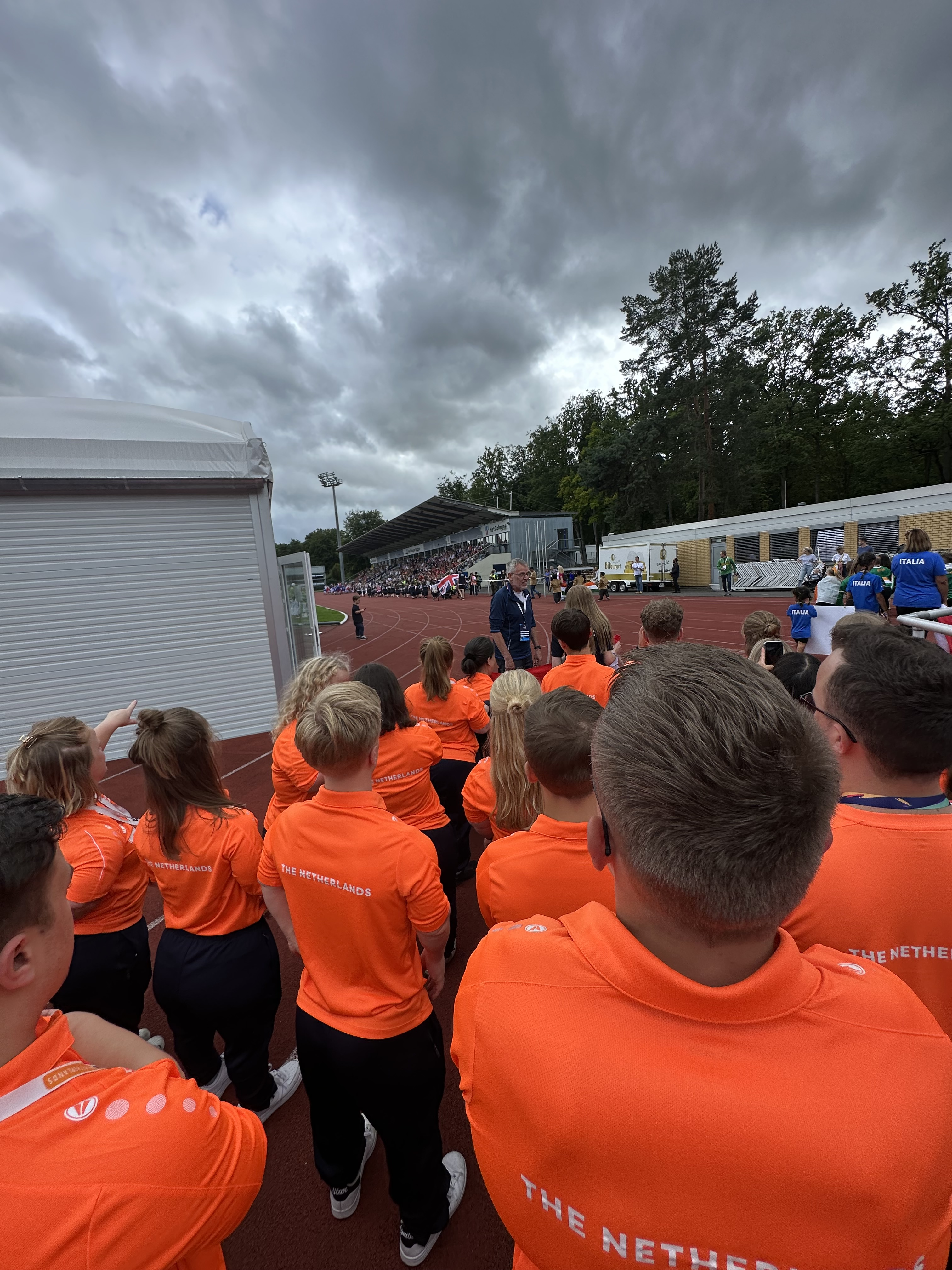
فريق هولندا خلال حفل افتتاح ألعاب الأقزام العالمية في كولونيا (2023)
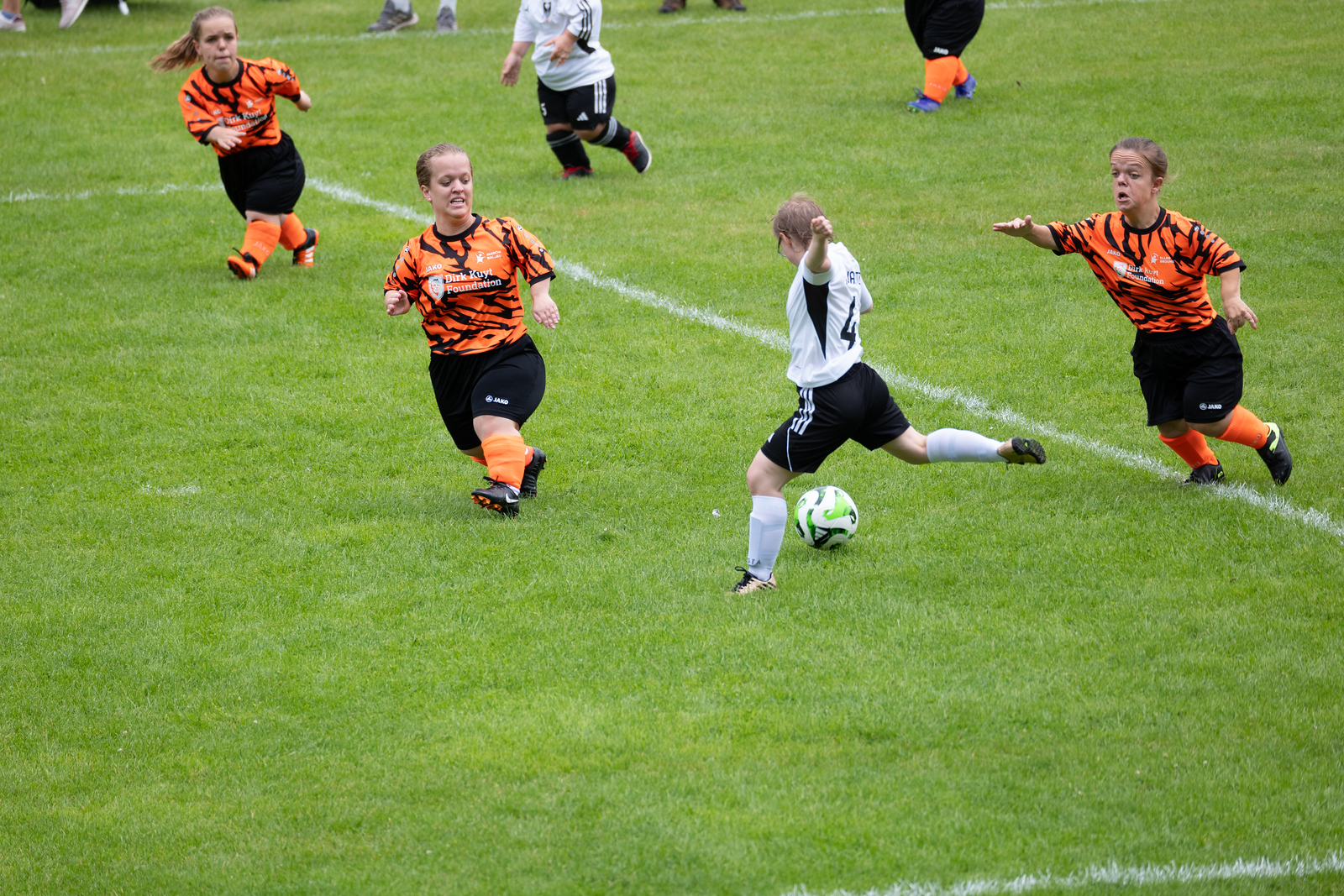
كرة القدم النسائية في كولونيا. النهائي ألمانيا - هولندا (2023)
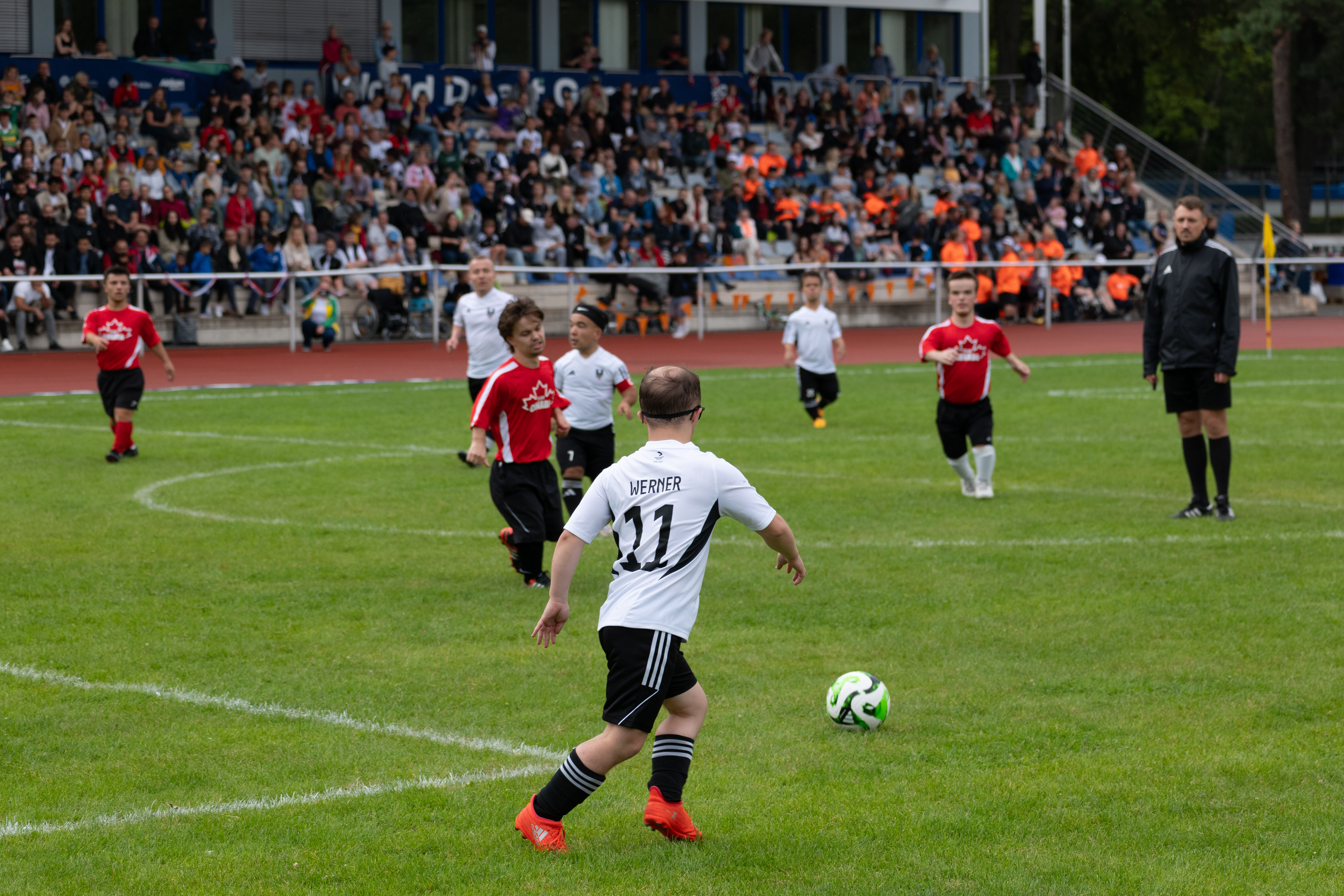
كرة القدم للرجال في كولونيا. النهائي ألمانيا - كندا (2023)
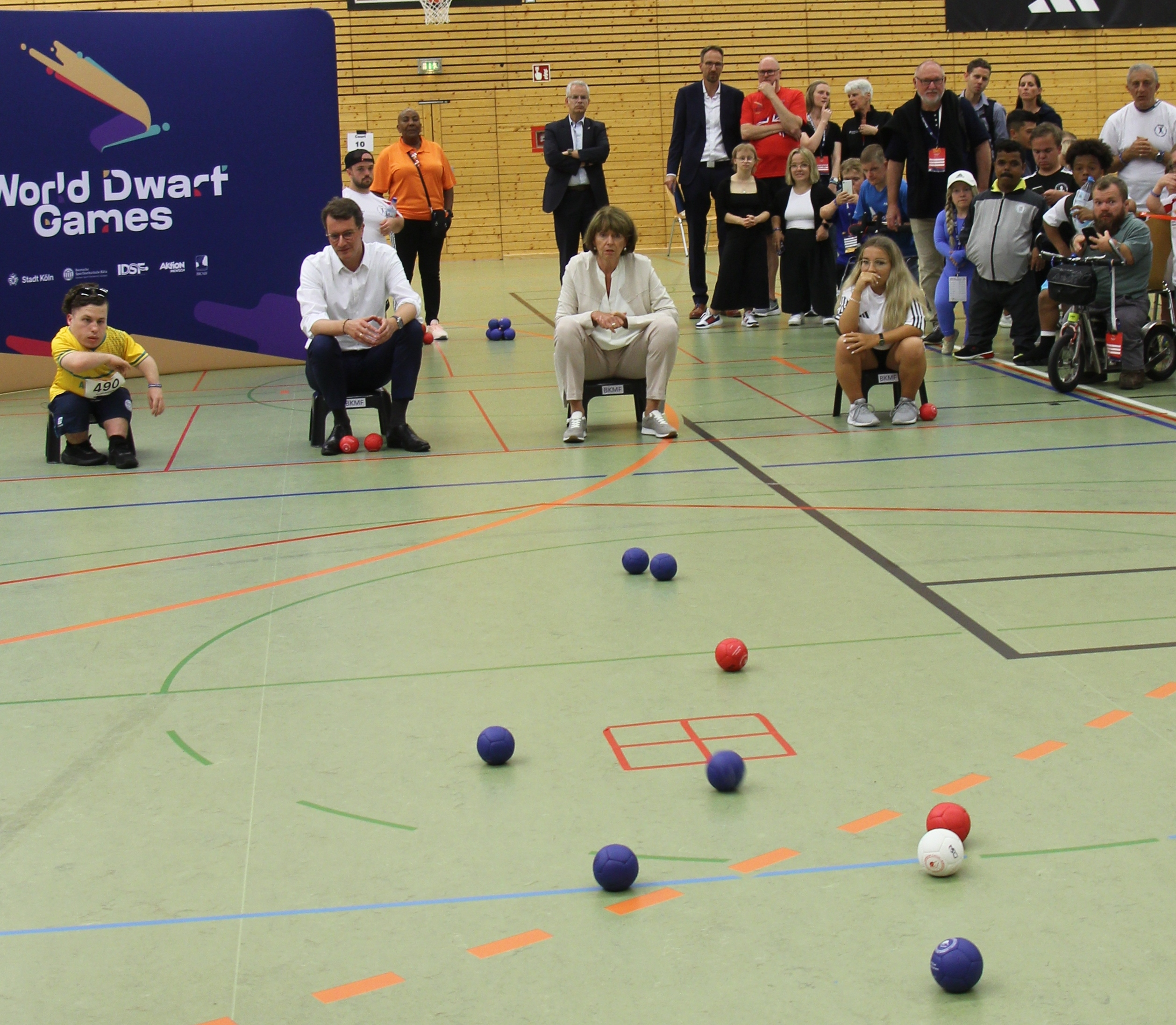
البوتشيا بمشاركة هنرييت ريكير وهندريك فيوست (2023)
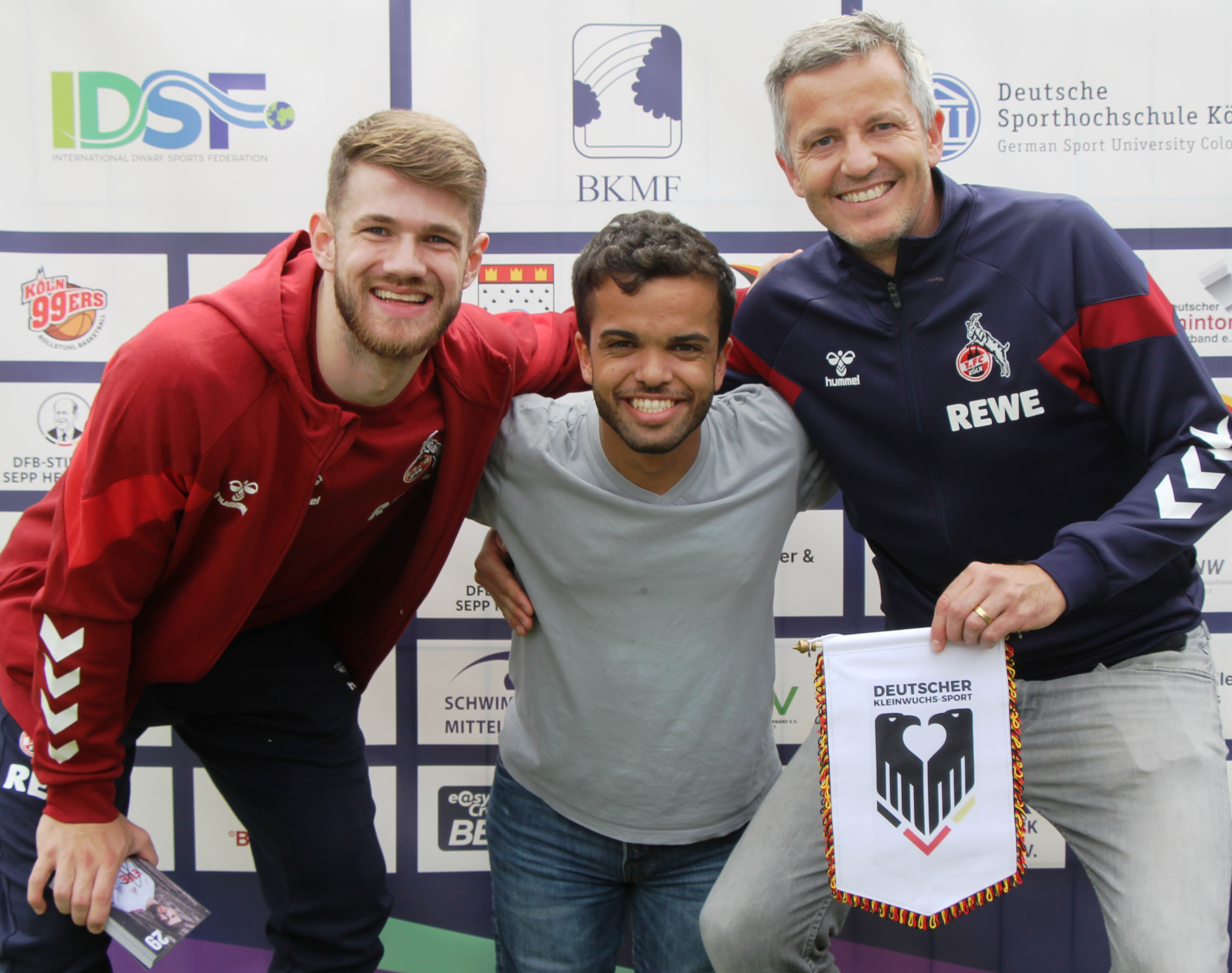
مشاركة 1. FC كولونيا (من اليسار إلى اليمين: يان ثيلمان، ماريب ألدويس، فيليب توروف) (2023)
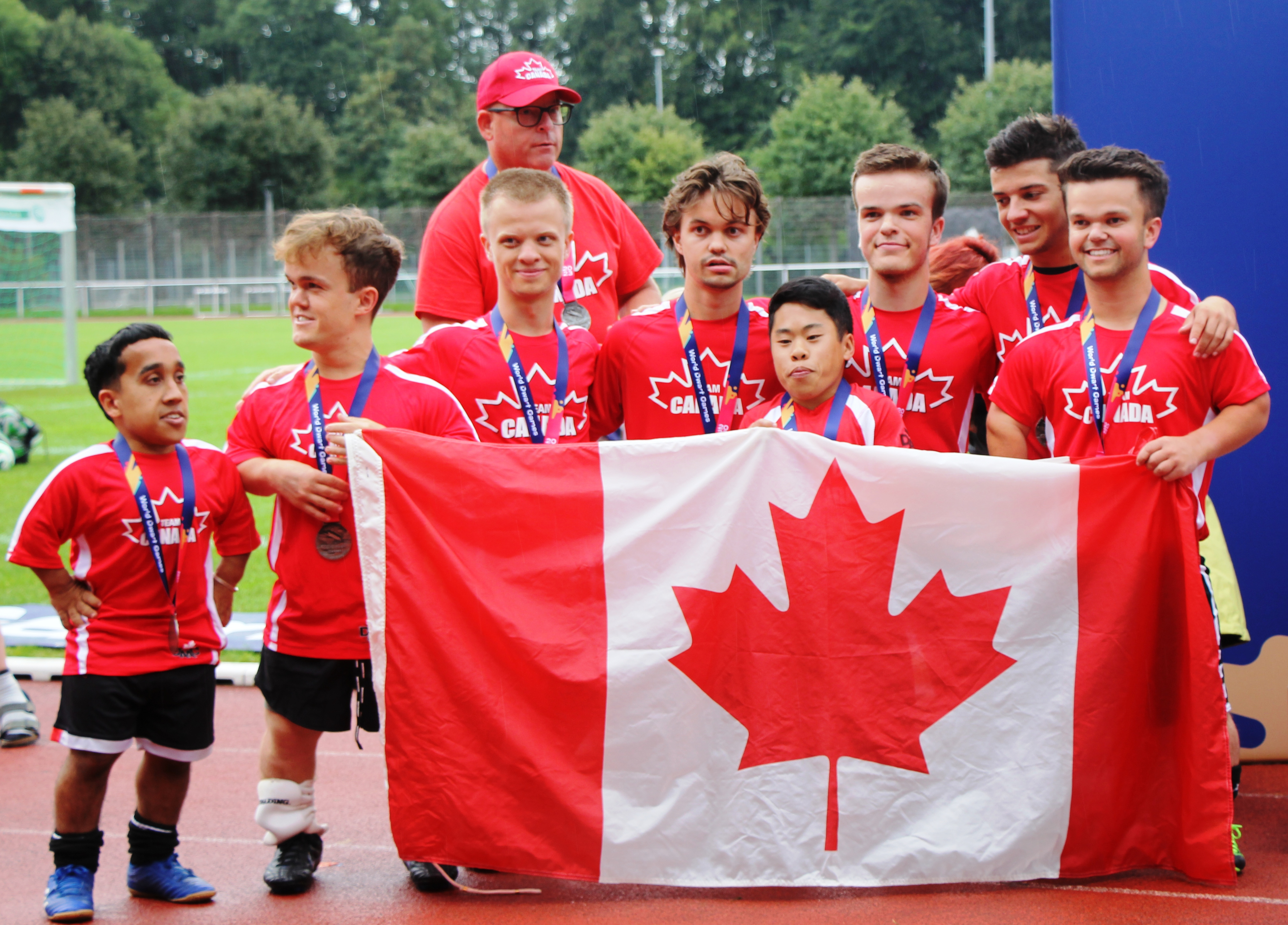
فريق كندا في كولونيا (2023)
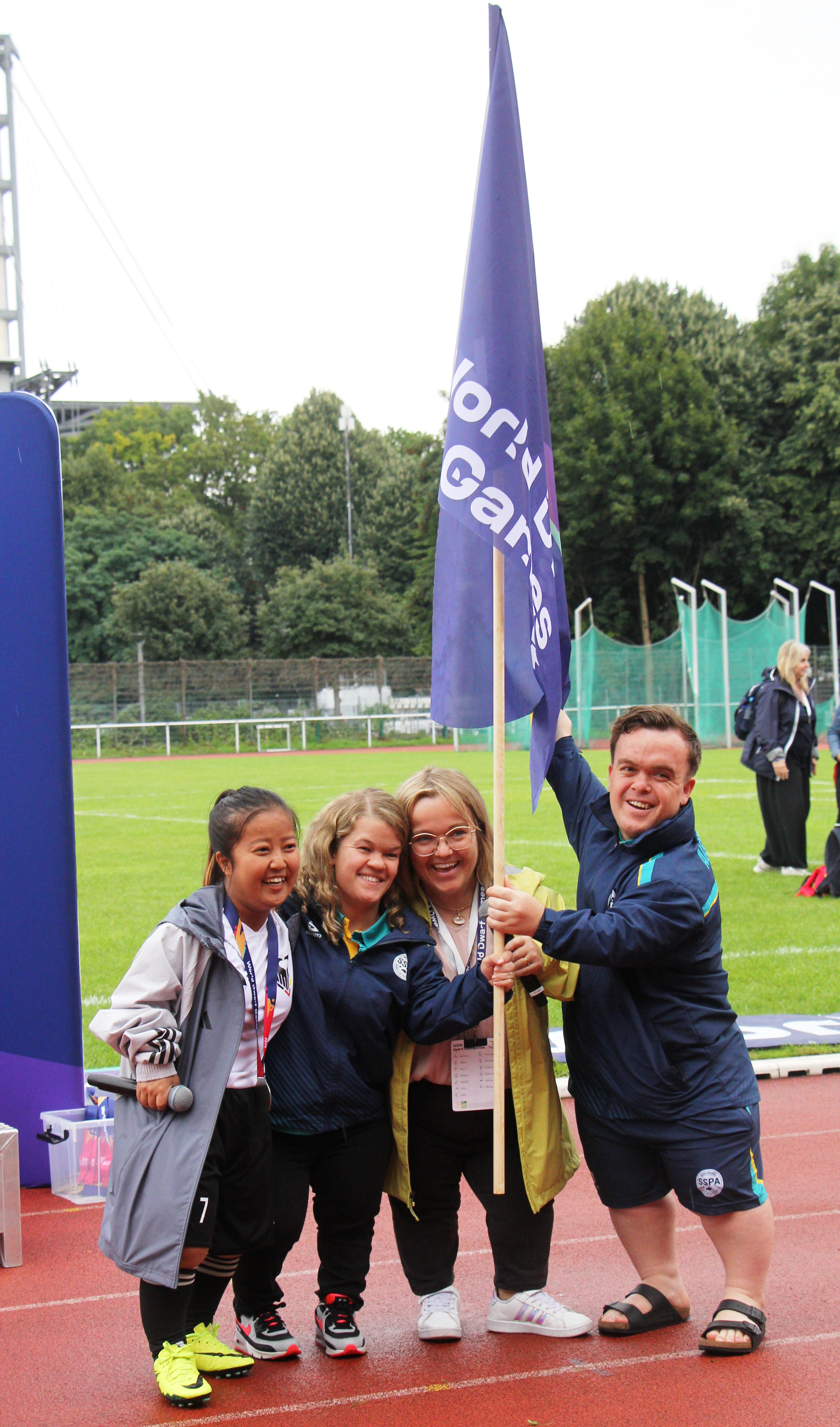
تسليم علم الألعاب من اللجنة المنظمة الألمانية إلى اللجنة الأسترالية (من اليسار إلى اليمين): بيك كيمويل، سامانثا ليلي، باتريشيا كارل-إينيغ، مايكل إسبانيا. (2023)
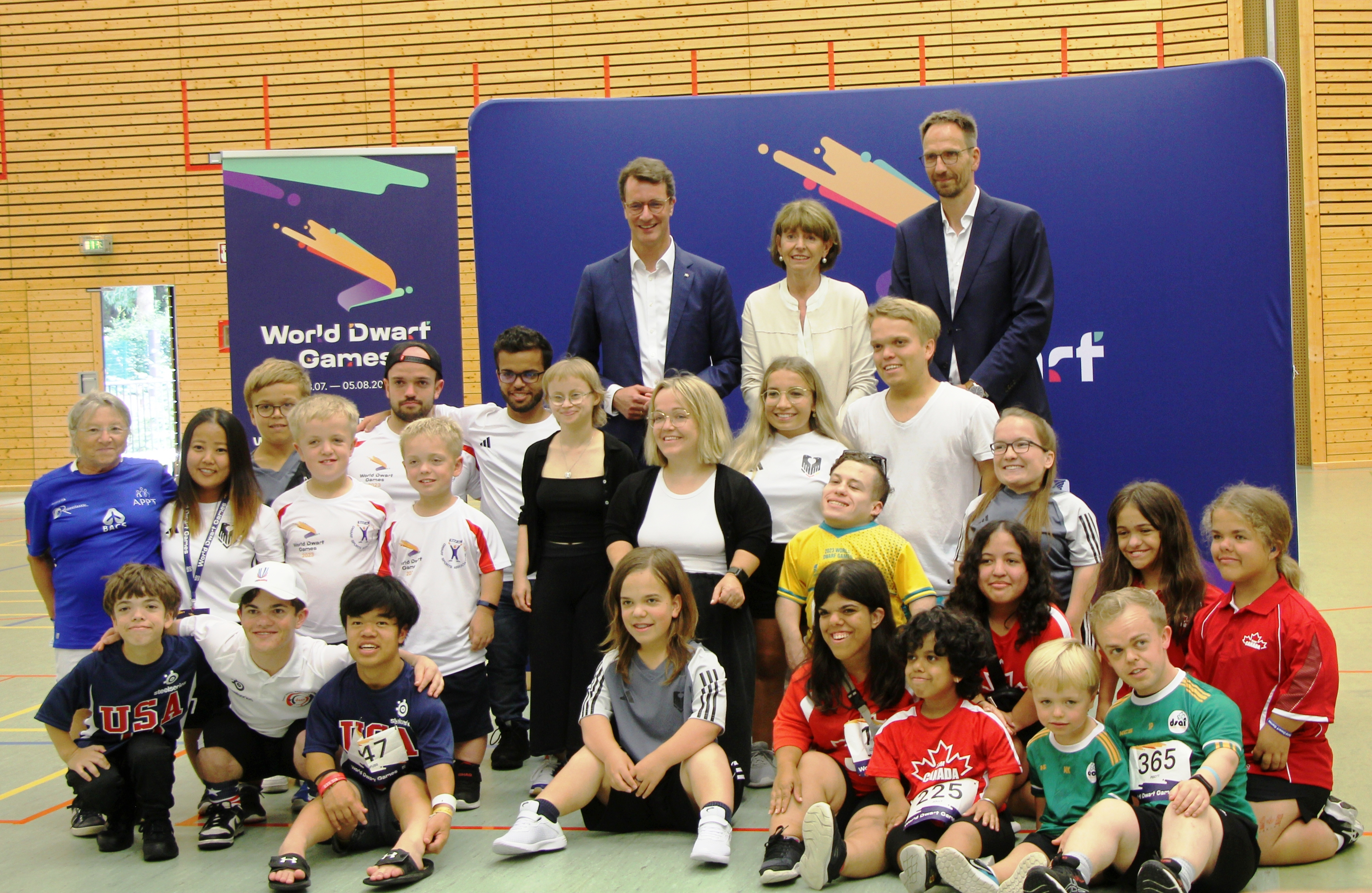
اختيار المشاركين، مع هندريك فيوست، هنرييت ريكير، والبروفيسور توماس آبل. (2023)
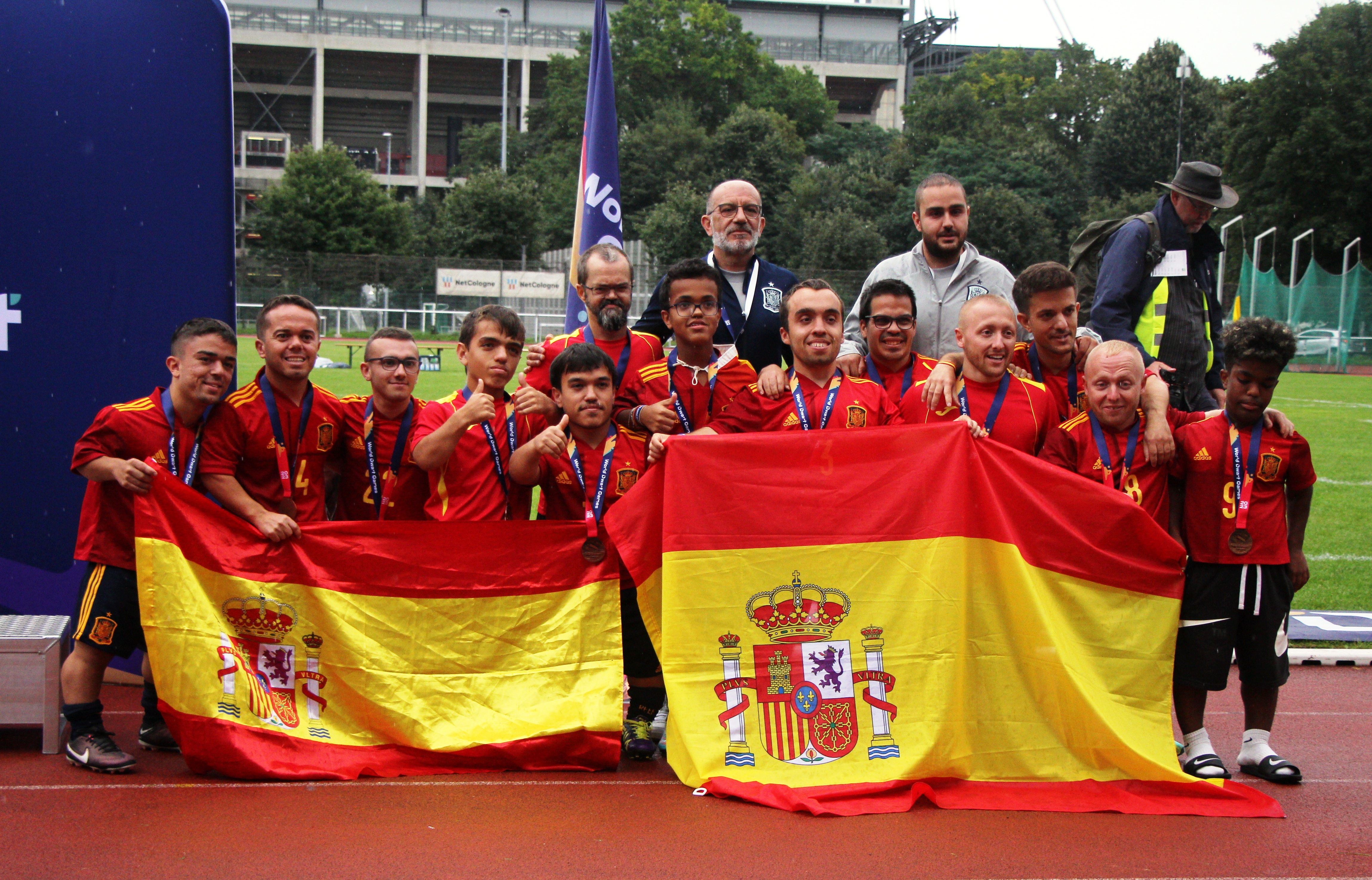
فريق إسبانيا في كولونيا (2023)
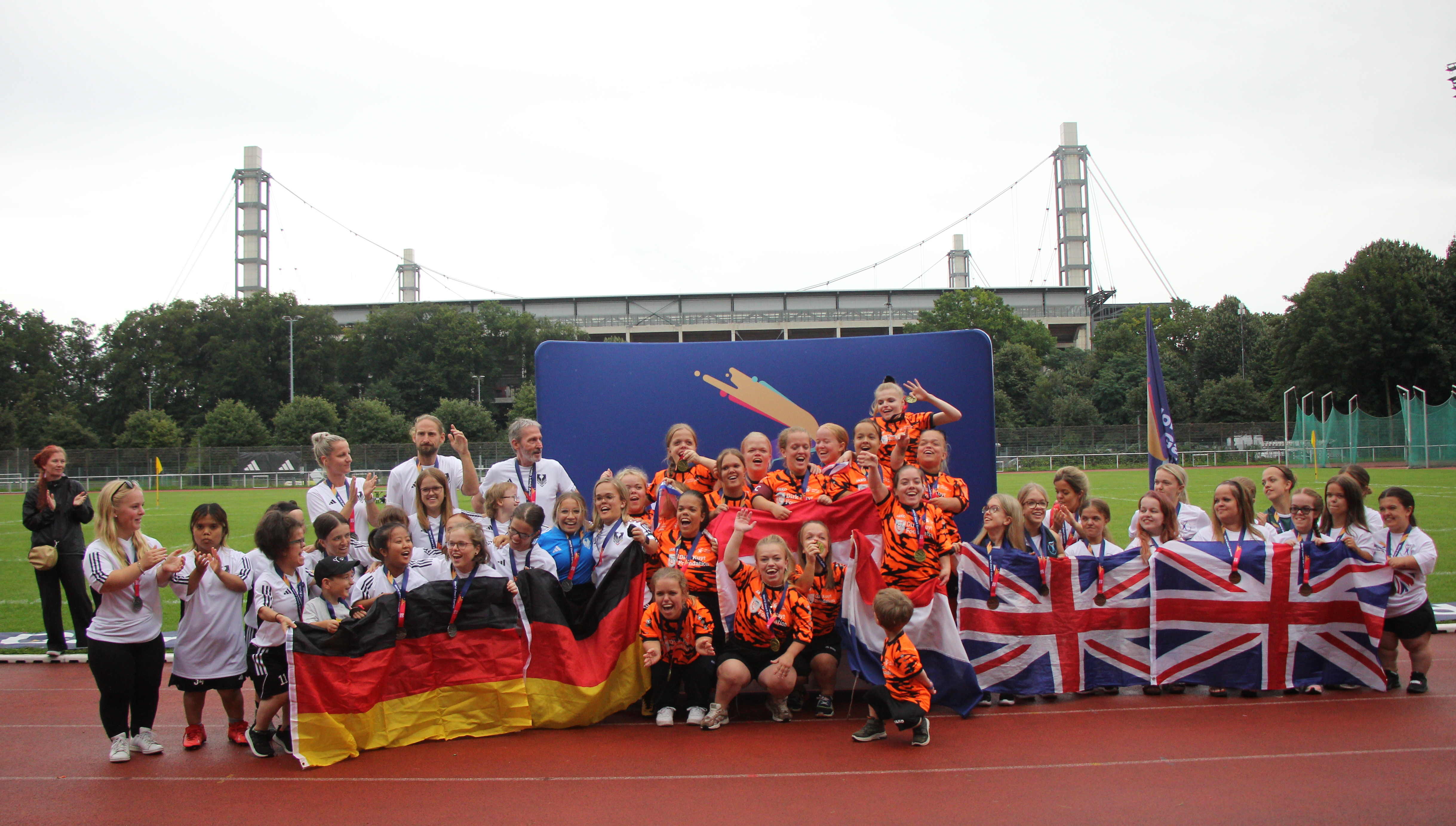
كرة القدم النسائية، المراكز الثلاثة الأولى: ألمانيا، هولندا، المملكة المتحدة. (2023)

## وصلات خارجية
- ألعاب الأقزام العالمية 2013
- ألعاب الأقزام العالمية 2017
- ألعاب الأقزام العالمية 2023